# Flying Dutchman (voilier)
Pour les articles homonymes, voir Flying Dutchman.
Le Flying Dutchman (FD en abrégé) est une classe de dériveur léger de série internationale, créée par l'architecte naval hollandais Van Essen et conçue pour la vitesse et le planing.

## Historique
Ce nom a été choisi, non sans humour, par son créateur, à la fois en référence aux premiers voiliers légers capables de planer créés par l'anglais Uffa Fox et qui étaient tous dénommés Flying …X… (mention de la longueur en pieds, tels le Flying fourteen) et au légendaire Hollandais volant voilier mythique supposé servir d'enfer flottant aux mauvais marins, qui inspira un opéra à Richard Wagner.
L'architecte ayant dessiné les lignes de coque du FD est le hollandais Gus Van Essen mais le véritable promoteur de la série, qui l'a imposé comme bateau olympique à partir des JO de 1960 (voile à Naples)  lors d'essais internationaux de l'IYRU , face notamment au 505 , au caneton et à l'Osprey britannique (dessin Ian Proctor) est l'allemand Conrad Gulcher .

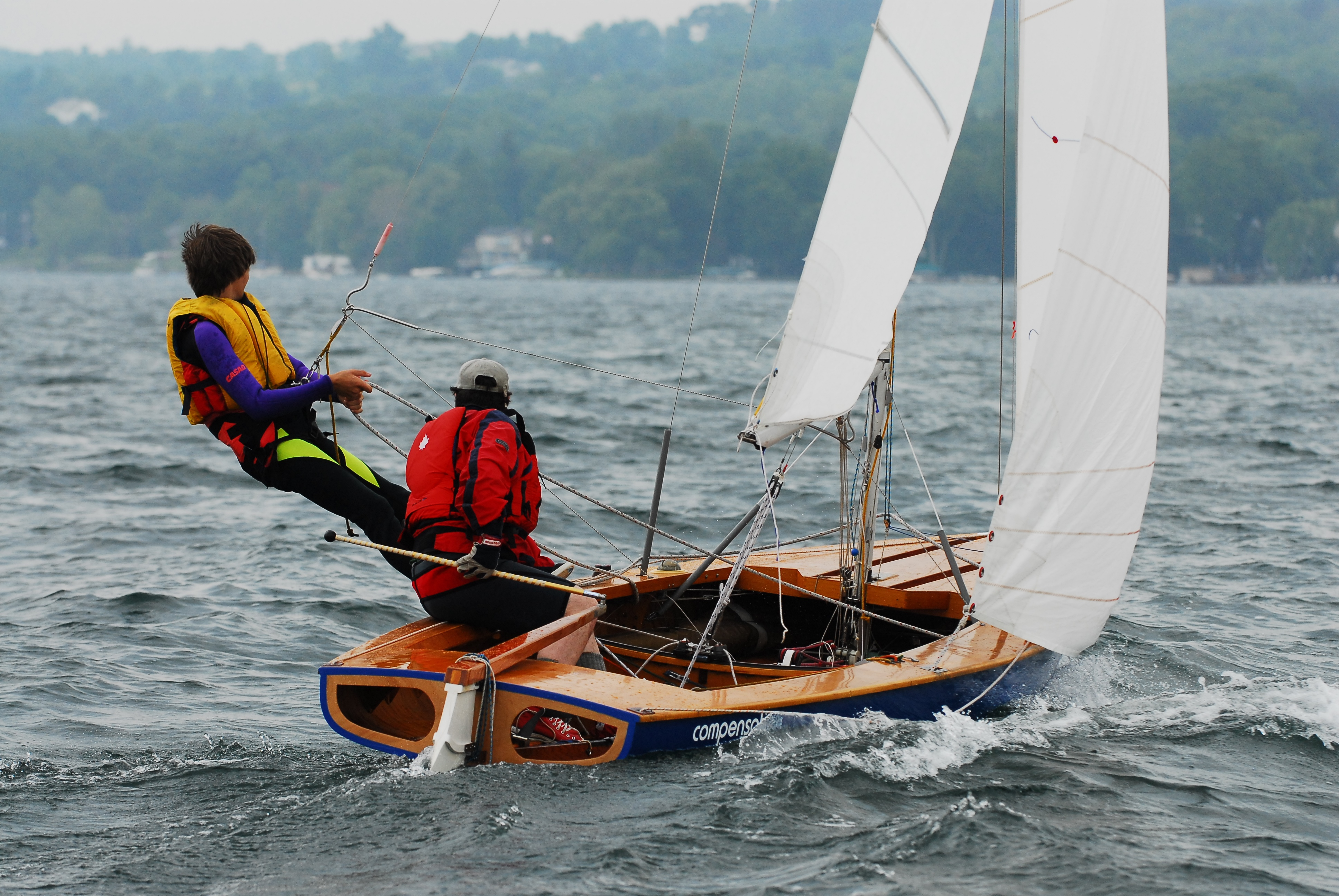
FD au près

Équipé d'un trapèze, d'un spinnaker et d'un génois (grand foc à recouvrement), encombré de dizaines de mètres de fins cordages permettant de multiples et complexes réglages, long de 6,05 mètres, c'est un dériveur à deux équipiers maximaliste, très rapide, cher et sophistiqué.
Longtemps série olympique, de 1960 — où il a remplacé le Sharpie 12 m2 — à 1992, il a connu une intense recherche en vue de l'amélioration des performances : utilisation du bois moulé, puis du polyester et des fibres à haute performance (carbone et kevlar) pour la coque, invention du double avaleur de spi par les frères Pajot aux JO de 1972), sa coque longue et légère se révèle assez fragile et vieillit assez vite.
De grands champions ont pratiqué le FD, notamment le barreur anglais Rodney Pattisson, véritable maître de la série, les frères Yves et Marc Pajot (France), médaillés d'argent à Kiel en 1972, les frères Diesch (Allemagne), les frères jumeaux Vollebreght (Hollande) ou encore le barreur espagnol Abascal.
Autres français ayant brillé dans la série FD: les frères Thierry et Vincent Berger, d'abord  spécialistes du Laser (alors non olympique) puis passés sur FD dans l'optique d'une préparation olympique .
Ils étaient Champions Européens  en titre en 1992 et favoris pour les JO de Barcelone mais furent frustrés du podium par la rupture du mât à cause d'un défaut sur un hauban.

## Chantiers constructeurs de FD
Parmi les nombreux chantiers artisanaux ayant construit en toute petite série des FD on peut citer 
Bob Hoare (Angleterre), Lanaverre, Jean Morin (France) Bianchi e Cecchi (Italie), Mader et Hein (Allemagne).